# Maurice Ross
Maurice Alexander Ross (Dundee, 3 febbraio 1981) è un allenatore di calcio ed ex calciatore scozzese, di ruolo difensore.

## Carriera

### Club
Dopo aver giocato con varie squadre di club, il 10 febbraio 2010 si è trasferito al Beijing Guoan, squadra del campionato cinese.

## Palmarès
- Campionato scozzese: 2

Rangers: 2002-2003, 2004-2005
- Coppa di Scozia: 2

Rangers: 2001-2002, 2002-2003
- Scottish League Cup: 3

Rangers: 2001-02, 2002-03, 2004-2005